# Walter Nowothnig
Walter Nowothnig (* 1903 in Nowawes; † 7. August 1971 in Hannover) war ein deutscher Prähistoriker, Kustos und Autor.

## Leben
Walther Nowothnig besuchte die Universität Halle, wo er 1932 eine erste Dissertation schrieb und im Anschluss dort als wissenschaftlicher Hilfsarbeiter bei der Landesanstalt für Vorgeschichte tätig wurde. Danach wurde er 1936 in Breslau als wissenschaftlicher Mitarbeiter tätig für das Landesamt für Vorgeschichte, 1937 dann als Wissenschaftlicher Assistent, während er im selben Jahr seine Dissertation Die Schönfelder Gruppe. Ihr Wesen als Aussonderung der sächsisch-thüringischen Schnurkeramik und ihre Verbreitung veröffentlichte und den Titel Dr. phil. verliehen bekam. 1938 arbeitete Nowothnig als Kustos am Breslauer Landesamt.
Nach dem Zweiten Weltkrieg führte Walter Nowothnig in den Jahren 1949 bis 1956 mehrere archäologische Ausgrabungen auf und am Wurmberg von Braunlage aus im Oberharz durch, bei dem unter anderem der Steinerne Weg wiederentdeckt wurde. Unterdessen war er ab 1953 als Mitarbeiter des Niedersächsischen Landesmuseums angestellt worden. 1970 gehörte er zu den Gründungsmitgliedern der Archäologischen Kommission für Niedersachsen.

## Schriften (Auswahl)
- Die Schönfelder Gruppe. Ihr Wesen als Aussonderung der sächsisch-thüringischen Schnurkeramik und ihre Verbreitung (= Jahresschrift für die Vorgeschichte der sächsisch-thüringischen Länder, Bd. 25: Zur Jungsteinzeit Mitteldeutschlands), Halle: [Landesanstalt für Volksheitskunde], 1937
- Der grüne Führer. Das hannoversche Wanderbuch. Deister, Osterwald, Süntel, Bückeberge, Weser- u. Wiehengebirge mit Porta, Hildesheimer Bergland mit Heinberg, Harz u. Harzvorland, Sieben Berge, Ith, Hils, Vogler, Solling, Lippisches Bergland, Teutoburger Wald, Lüneburger Heide, 23. Auflage mit erweitertem Text und verbessertem Kartenmaterial bearbeitet von Heinric Wilhelm Ottens. Vorgeschichtliche Erläuterungen mit Burgskizzen [von] W. Nowothnig, Hannover: Verlagsgesellschaft Land und Garten, [1955]
  - ähnlich: Der grüne Führer durch Berg, Wald und Heide. Mit über 400 Ausflügen [zu Fuß, mit Fahrrad, Motorrad oder Auto für Deister, Osterwald, Süntel ...], 25., überarbeitete Auflage ... [1959]
- Das „Neue Schloß“ am Königskrug im Oberharz in: Braunschweigisches Jahrbuch Band 40, im Auftrage des Braunschweigischen Geschichtsvereins herausgegeben von Hans Goetting, Braunschweig: Waisenhaus-Buchdruckerei, 1959, S. 5–16; Digitalisat der Universität Braunschweig über den DFGViewer
- Brandgräber der Völkerwanderungszeit im südlichen Niedersachsen (= Göttinger Schriften zur Vor- und Frühgeschichte, Bd. 4), Neumünster: Wachholtz, 1964
- W. R. Lange, Walter Nowothnig: Vor- und frühgeschichtliche Funde im mittleren Wesergebiet, in: Friedrich Carl Barth u. a.: Führer zu vor- und frühgeschichtlichen Denkmälern, Bd. 4: Hameln – Deister – Rinteln – Minden,  hrsg. vom Römisch-Germanischen Zentralmuseum Mainz, in Verbindung mit dem Nordwestdeutschen und dem West- und Süddeutschen Verband für Altertumsforschung, Mainz am Rhein: Verlag P. von Zabern, 1966, S. 6–40
- Der Giebichenstein bei Stöckse, Kreis Nienburg/W. und die vorgeschichtlichen Denkmäler (= Wegweiser zur Vor- und Frühgeschichte Niedersachsens, Heft 6), Hildesheim: Lax, 1973
  - Neubearbeitung von Erhard Cosack unter dem Titel: Der archäologische Wanderweg am Giebichenstein bei Stöckse, Kr. Nienburg, Weser. Vom Rentierjäger zum Bauern, Hildesheim: Lax, 1979, ISBN 3-7848-1906-0